# Zahirabad
Zahirabad es una  ciudad y  municipio situada en el distrito de Sangareddy en el estado de Telangana (India). Su población es de 71166 habitantes (2011). Se encuentra a 100 km al noroeste de Hyderabad, la capital del estado.

## Demografía
Según el censo de 2011 la población de Zahirabad era de 71166 habitantes, de los cuales 36069 eran hombres y 35097 eran mujeres. Zahirabad tiene una tasa media de alfabetización del 73,53%, superior a la media estatal del 67,02%.